# Castell Palau Arquebisbal (Albalate del Arzobispo)
El castell-palau Arquebisbal d'Albalate del Arzobispo situat en un petit altiplà en un altell des d'on es desenvolupà el primer nucli de la població, en sentit radial i cenyit pel riu Martín, a la comarca del Baix Martín, Espanya, és un monument catalogat com Bé d'Interès Cultural, en virtut del que es disposa en la disposició addicional segona de la Llei 3/1999, de 10 de març, del Patrimoni Cultural Aragonés, i segons queda reflectit en l'Ordre de 17 d'abril de 2006, del Departament d'Educació, Cultura i Esport del Govern d'Aragó, per la qual s'aprova la relació de Castells i la seva localització.

## Història
El castell-palau d'Albalate es va construir sota el mecenatge de l'arquebisbat de Saragossa, no pot oblidar-se que Albalate des de 1149, després de la reconquesta per part de les tropes de Ramon Berenguer IV, va passar a ser un senyoriu de l'arquebisbat de Saragossa, la qual cosa queda perfectament recalcat tant en el nom (Albalate del Arzobispo) com en l'escut de la població.
Segons Vicente Bardavíu (erudit sacerdot, rector d'Albalate del Arzobispo), l'any 1240 ja es feia referència al castell, malgrat que les grans obres de restauració i d'ampliació es van realitzar quan la zona pertanyia a en Ximeno de Luna (1296-1309). Segons el mateix Bardavíu les obres del castell-palau es van avançar molt quan l'arquebisbat de Saragossa era en mans de Dalmacio de Mur i Cervellón (arquebisbe de Saragossa entre 1431 i 1456), que pràcticament va deixar l'edifici acabat. Per això, es considera que el palau en si va haver d'estar finalitzat a mitjan segle xv.
Donat el seu origen musulmà i posició en zona estratègica, no és d'estranyar que amb anterioritat a la conquesta cristiana existís a la zona un castell o alcazaba àrab, encara que no en quedin restes actualment.

## Descripció
El castell d'Albalate del Arzobispo es va construir des del segle xiii i a mitjan segle xiv ja era acabat, malgrat que en segles posteriors es van fer modificacions. Hi ha autors que consideren que el castell s'eleva sobre una antiga fortalesa musulmana de la qual no queda actualment cap resta.
És una obra de fàbrica de pedra de carreu i maó, presentant decoració en ceràmica. Podria catalogar-se com un castell gòtic de caràcter feudal que s'utilitzava tant com a construcció defensiva com a palau residencial, tenint aquest últim caràcter més importància en la majoria de les circumstàncies. D'aquesta manera el castell era símbol del prestigi i poder del senyor que hi habitava marcant, la diferència amb la resta de la població del lloc.
Va ser construït en una gran parcel·la en un lloc estratègic, el que alhora contribuïa al prestigi del senyor i a la funció militar, en cas de necessitat. S'hi distingia d'una banda la zona residencial a migdia, i per un altre el recinte exterior. El recinte té la forma d'un quadrilàter allargat en el qual el castell se situa en l'extrem meridional i el pati d'armes, que presenta als laterals nord i oest amb àmplies sales amb coberta en volta a les quals s'accedeix per un arc apuntat, mentre que el lateral a llevant està tapiat per un mur amb una porta d'accés que ocupa la resta del quadrilàter. La zona residencial presentava planta cuadrilátera amb pati central obert, el qual es trobava envoltat per una sèrie de cambres, destacant el tram o cruixia al sud-est del complex, en la qual es va aixecar la casa senyorial. La resta de les crugies són construccions d'una sola planta.
El recinte presentava muralles que amb l'esdevenir del temps es van modificar i van ampliar, sobretot durant el segle xix, utilitzant per a això els materials que s'obtenien d'altres construccions i també materials nous.
Hi ha un desnivell entre els edificis situats al nord-oest i la resta dels edificis, que es tracta de salvar mitjançant una enorme volta de canó apuntada. Per la seva banda la zona sud-oest té també una coberta amb volta de canó, però en la qual s'empren arcs torals, que no s'han conservat, excepte un, complets.
La zona palatina consta de dues plantes, en la baixa pot observar-se una estança de planta rectangular coberta amb una gran volta de canó apuntat. Té tan sols tres finestres orientades totes al sud-est, que es poden descriure com a estretes abocinadas i d'una sola llum, El més destacat d'aquestes obertures és sens dubte la decoració que presenta Traceria basada en tres lòbuls. Al pis superior hi ha un dels elements més destacats del palau, la capella.

### La capella
La capella, al pis superior forma part de la residència palatina. Va ser construïda entre els segles xiv i xvi, seguint les pautes de l'estil gòtic i utilitzant decoració ceràmica.
És una estança de planta trapezoïdal que a partir de 1530 va servir de capella. No hi ha acord entre els experts sobre la datació: Bardavíu, La Figuera i Guitart, consideren que la capella és obra d'en Ximeno de Luna i per això la daten abans de 1310. Segons Manuel Siurana s'hauria de datar-la al segon quart del segle xiv car en la seva opinió, no es va construir fins a la prelatura d'en Pedro López de Luna (1314-1345). En el que sí que es posen tots d'acord és en què la construcció de la capella va ser posterior a la de la resta de l'edifici, tal com manifesta l'estudi de les marques de picapedrer. Està dividida en sis crugies mitjançant arcs apuntats que presenten un perfil amb motllura. De la coberta de l'estança destaca la cornisa de fusta formada per una motllura policromada que s'estén des dels arcs apuntats amb escuts policromats als suports.
S'il·lumina per cinc grans finestres, dues al pati interior i la tercera oberta cap a l'exterior de l'edifici, totes iguals: presenten dues llums i traceria trilobulada. També té una sagetera, que dona a l'exterior del recinte del castell-palau, al costat en el qual s'eleva un petit púlpit emmarcat per petites columnes, col·locades a parells, i un arc apuntat; de base cònica presenta decoració vegetal i motius geomètrics.
El sòl de la capella està decorat amb ceràmica mudèjar en dos colors (verd i blanca), i va ser totalment restaurat. Hi ha autors que consideren que el sòl pot datar de mitjan segle xiv, presentant com a motiu predominant en la decoració del mateix l'estel de vuit puntes emmarcada.
El presbiteri és petit i es cobreix de volta de creueria, s'hi accedeix a través d'un arc carpanell recolzat sobre pilastres i el més probable és que es va construir després de la resta de la capella.
El campanar també és posterior. Té una planta vuitavada i se situa en un dels angles de la capella, de fàbrica de carreu en la basi, mentre que els dos cossos superiors són de maó i estil mudèjar. El primer cos de la torre no té cap obertura, i presenta com a decoració una faixa de cantonets en cada costat; el cos superior presenta vuit obertures amb forma d'arc de mig punt doblades i decorades amb una faixa de cantonets a les zones inferior i superior, i una cornisa que es remata amb una cuculla cònica que s'hi va afegir tardament.